# Scilla katendensis
Scilla katendensis là một loài thực vật có hoa trong họ Măng tây. Loài này được De Wild. miêu tả khoa học đầu tiên năm 1932.